# Zachvatkinibates perlongus
Zachvatkinibates perlongus är en kvalsterart som först beskrevs av Balogh 1959.  Zachvatkinibates perlongus ingår i släktet Zachvatkinibates och familjen Punctoribatidae. Inga underarter finns listade i Catalogue of Life.